# Лисичка обыкновенная

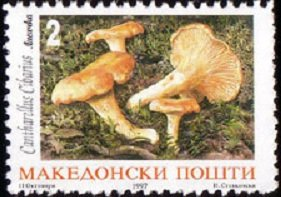
Почтовая марка Македонии (1997)

Лиси́чка обыкнове́нная, или лисичка настоя́щая, или петушо́к (лат. Cantharēllus cibārius) — вид грибов семейства лисичковых. Растет в Европе от Скандинавии до Средиземноморского бассейна, а также в Сибири и на Дальнем востоке, в основном в лиственных и хвойных лесах. Гриб легко обнаружить и распознать в природе. Обычно в Европе употребляемую в пищу лисичку собирают с конца лета до поздней осени. Лисички имеют слабый аромат и вкус абрикосов. Они используются во многих кулинарных блюдах и могут сохраняться путём сушки или заморозки. При сушке не следует использовать духовку, потому что гриб может стать горьким.

## Описание

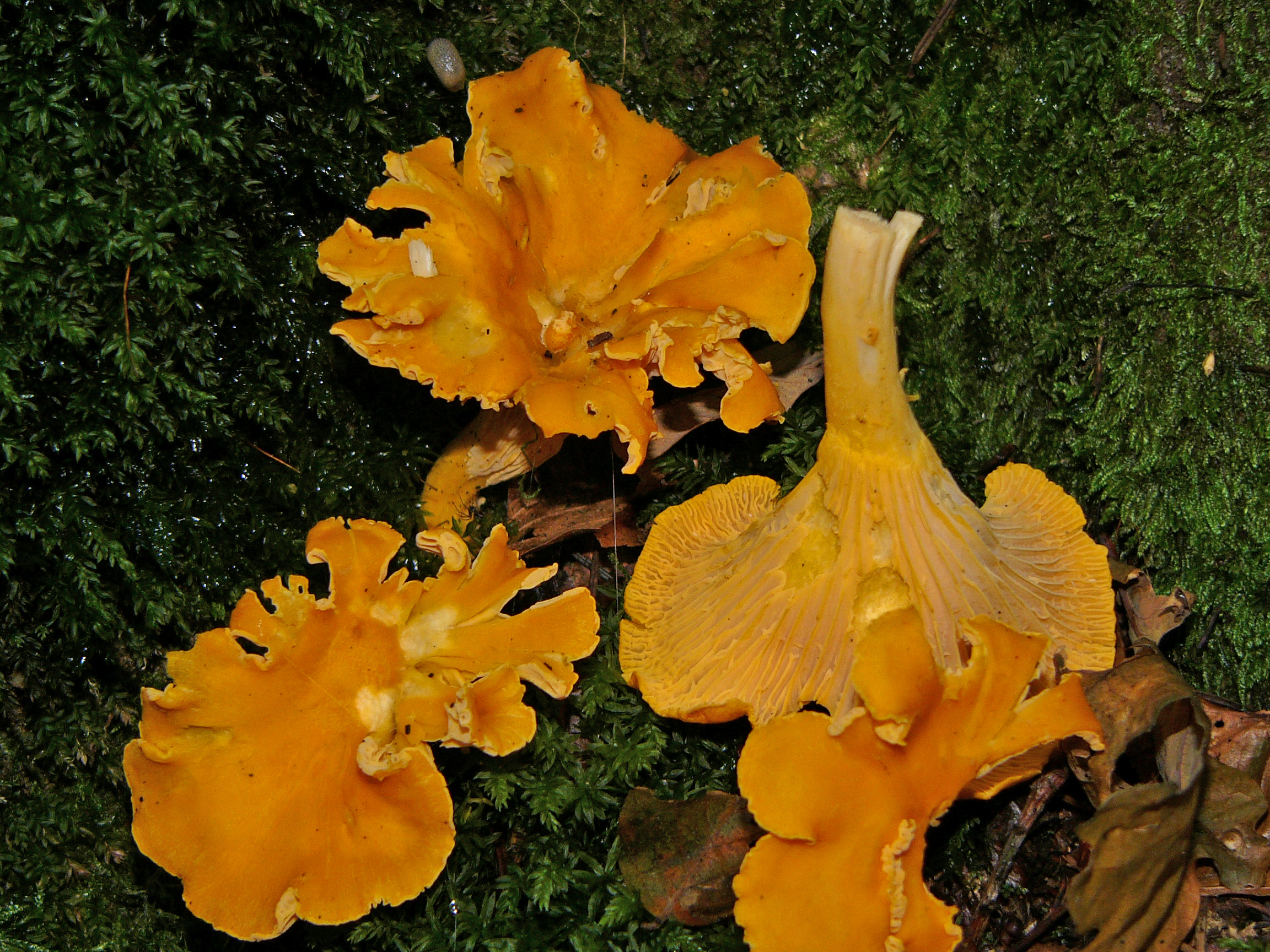

Плодовые тела по форме сходны со шляпконожечными, но шляпка и ножка представляют собой единое целое, без выраженной границы; цвет — от светло-жёлтого до оранжево-жёлтого.
Шляпка диаметром 2—12 см, часто с волнистым краем или неправильной формы, вогнуто-распростёртая, выпуклая, потом вдавленная, плоская, с завёрнутыми краями и вдавленная в центре, у зрелых грибов до воронковидной поверхности . Поверхность шляпки гладкая, матовая. Кожица трудно отделяется от мякоти шляпки.
Мякоть плотно-мясистая, в ножке волокнистая, жёлтая по краям и беловатая в середине плодового тела, с кисловатым вкусом и слабым запахом сушёных фруктов или кореньев. При надавливании слегка краснеет.
Ножка сросшаяся со шляпкой и одного с ней цвета или более светлая, сплошная, плотная, гладкая, книзу сужается, толщиной от 1 до 3 см и длиной от 4 до 7 см.
Гименофор складчатый (псевдопластинчатый), состоит из волнистых, часто сильно разветвлённых складок, сильно нисходящих по ножке. Гименофор может быть также жилковатым, грубоячеистым; жилки толстые, редкие (менее 10 шт./см), невысокие, походят на складки, вильчатые или нет, вильчато-разветвлённые, далеко нисбегающие на ножку (относится к афилофоральным грибам).
Споровый порошок светло-жёлтого цвета, споры эллипсоидальные, 8,5 × 5 мкм.

### Изменчивость
Известна форма Cantharellus cibarius var. amethysteus, более светлая и меньших размеров, на поверхности шляпки имеются плотные лиловые чешуйки. Распространена в буковых и смешанных с буком лесах.

## Экология и распространение
Образует микоризу с различными деревьями, наиболее часто с елью, сосной, дубом, буком. Встречается повсеместно в лесах умеренного климата, чаще в хвойных и смешанных лесах, во влажном мху, среди травы или под опадом. Образует плодовые тела, расположенные группами, часто очень многочисленными, часто появляется летом после грозовых дождей.
По накоплению радионуклидов (цезия-137) относится к группе «средненакапливающие».
Сезон — начало июня, затем август — октябрь.

## Сходные виды
Съедобные:

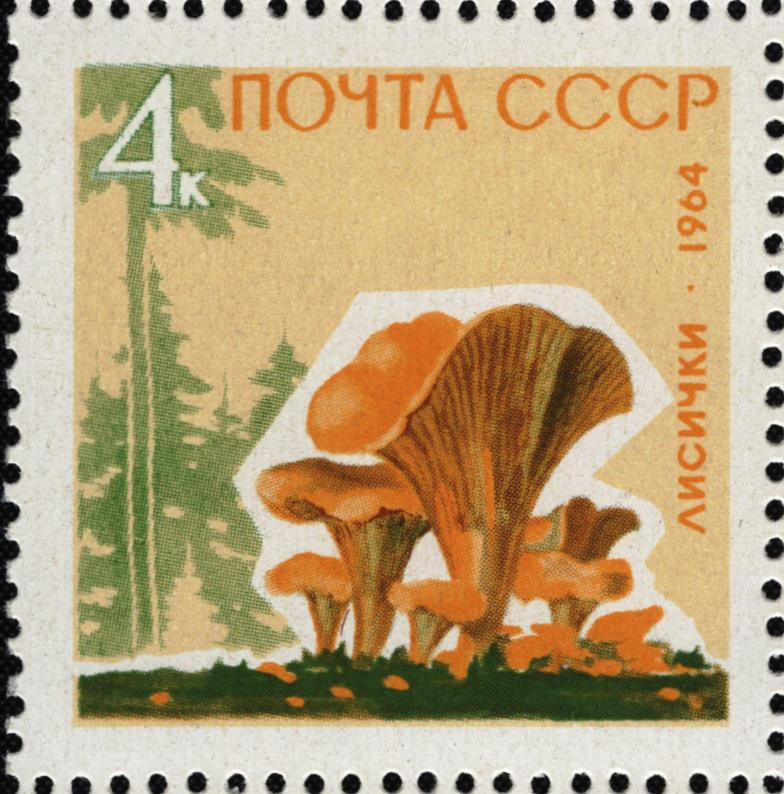
Почтовая марка СССР, 1964 год

- Лисичка бархатистая (Cantharellus friesii) — более яркого оранжевого цвета, распространена в Европе и Азии.
- Лисичка гранёная (Cantharellus lateritius) — с менее развитым, почти гладким гименофором и более ломкой мякотью, широко распространена в Северной Америке, Африке, Гималаях (особенно на холмах Алмора) и Малайзии.
- Ежовик жёлтый — гименофор этого гриба выглядит, скорее, как сосочки или шипики, а не пластинки.

Ядовитые:
- Омфалот маслиновый (Omphalotus olearius) — ядовитый гриб, распространённый в субтропиках (Средиземноморье). Растёт на отмирающих лиственных деревьях, особенно на маслинах, дубах.

Другие:
- Ложная лисичка (Hygrophoropsis aurantiaca) — с тонкой мягкой мякотью и частыми пластинками, растёт не на почве, а на лесной подстилке, на гниющей древесине. Встречается по всему Северному полушарию. Противоречивые данные о ядовитости.

## Применение

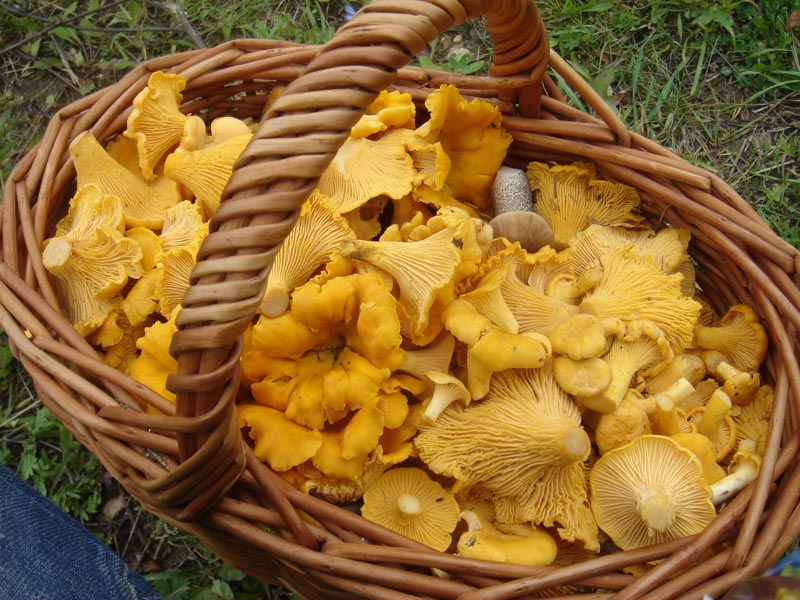
Лукошко с лисичками

### Пищевые качества
Хорошо известный съедобный гриб, высоко ценится, годится для употребления в любом виде. Лисички хорошо хранятся и транспортируются. Благодаря почти полному отсутствию «червей» (тем не менее в засушливый период, если в окрестностях мало других грибов, могут попадаться и червивые экземпляры) лисички считаются кошерными. Кисловатый вкус сырой мякоти исчезает при отваривании.
Умеренно поедается северным оленем (Rangifer tarandus) и крупным рогатым скотом.

### Лекарственное применение
Лисички (выросшие в лесу) — один из лучших растительных источников витамина D2 (эргокальциферола). Лисички содержат также восемь незаменимых аминокислот, витамины А, B1, PP, микроэлементы (медь, цинк).
В лисичке обыкновенной (Cantharellus cibarius) содержится вещество манноза.